# Ельвайлер
Ельвайлер (нім. Ellweiler) — громада в Німеччині, розташована в землі Рейнланд-Пфальц. Входить до складу району Біркенфельд. Складова частина об'єднання громад Біркенфельд.
Площа — 7,46 км2. Населення становить 319 ос. (станом на 31 грудня 2020).